# Alsóveresmart
Alsóveresmart település Ukrajnában, a Beregszászi járásban.

## Fekvése
Nagyszőlőstől északkeletre, a Tisza jobb partja közelében, Felsőveresmart és Nagyszőlős közt fekvő település.

## Története
Nevét régen Veresmart néven írták, és a Nagyszőlősi uradalomhoz tartozott. A falu a Vay család birtokai közé tartozott.
A trianoni békeszerződés előtt Ugocsa vármegye Tiszánnineni járásához tartozott.
1910-ben 752 lakosa volt, ebből 17 magyar, 64 német, 671 rutén volt, melyből 19 római katolikus, 669 görögkatolikus, 64 izraelita volt.
Fényes Elek az 1800-as évek végén írta a településről: "Veresmart Bereg-Ugocsa vármegyei orosz falu, a Hark hegy tövében. Máramaros vármegyéhez közel: 8 római, 686 görögkatolikus, 112 zsidó lakossal, görögkatolikus anyatemplommal. Földei, melyek a Tiszáig nyúlnak, egyenes fekvésűek, a gabonát bőven termik. A Hark sziklás hegyen megy keresztül a Máramarosba vezető országút, s mindig jó karban tartatik. A falu ura a Vay nemzetség és a nagy-szőlősi uradalom. Utolsó posta Nagy Szőlős."

## Nevezetességek
- Bartók Béla népzenei gyüjtőútja során 1909-ben Alsóveresmartot is felkereste.
- Görögkatolikus templom